# أولاد يخلف (سيدي أتيجي)
أولاد يخلف هي إحدى مشيخات المملكة المغربية، تتبع جغرافيا لإقليم آسفي وإداريًا لسيدي أتيجي. يقدر عدد سكانها بـ 4306 نسمة حسب الإحصاء الرسمي للسكان والسكنى لسنة 2004.